# Пять дней лета
«Пять дней лета» (англ. Five Days One Summer; варианты названия: "Пять летних дней", "Пять дней одного лета") — фильм режиссёра Фреда Циннемана с Шоном Коннери в главной роли. Это последний фильм Циннемана. Несмотря на бюджет 15 млн $, в кинопрокате США фильм собрал лишь 199 тыс. $. Его рейтинг на Rotten Tomatoes — 4/10.

## Сюжет
Действие происходит в 1932 году. Шон Коннери играет британского врача, который увлекается альпинизмом и со своей молодой любовницей (и племянницей) Кейт проводит отпуск в швейцарских Альпах. Вскоре их молодого проводника Иоганна и Кейт начинает влечь друг к другу, что не остаётся незамеченным. Трагедия происходит тогда, когда Иоганн и Дуглас отправляются в горы.

## В ролях
| Актёр            | Роль           |
| ---------------- | -------------- |
| Шон Коннери      | Дуглас Мередит |
| Бетси Брэнтли    | Кейт           |
| Ламбер Вильсон   | Йоханн Биари   |
| Дженнифер Хилари | Сара Мередит   |
| Исабель Дин      | мать Кейт      |